# Pupyszewo (stacja kolejowa)
Pupyszewo (ros. Пупышево) – stacja kolejowa w miejscowości Pupyszewo, w rejonie wołchowskim, w obwodzie leningradzkim, w Rosji. Położona jest na linii Petersburg - Mga - Wołchow.